# Corvus minutus
Il corvo delle palme di Cuba o cornacchia delle palme di Cuba (Corvus palmarum Gundlach, 1852) è un uccello passeriforme della famiglia Corvidae.

## Etimologia
Il nome scientifico della specie, minutus, deriva dal latino e significa "di piccole dimensioni", in riferimento alla piccola taglia di questi uccelli.

## Descrizione

### Dimensioni
Misura 34-38 cm di lunghezza, per 263-315 g di peso: a parità d'età, i maschi sono più grossi e pesanti anche di un terzo rispetto alle femmine.

### Aspetto

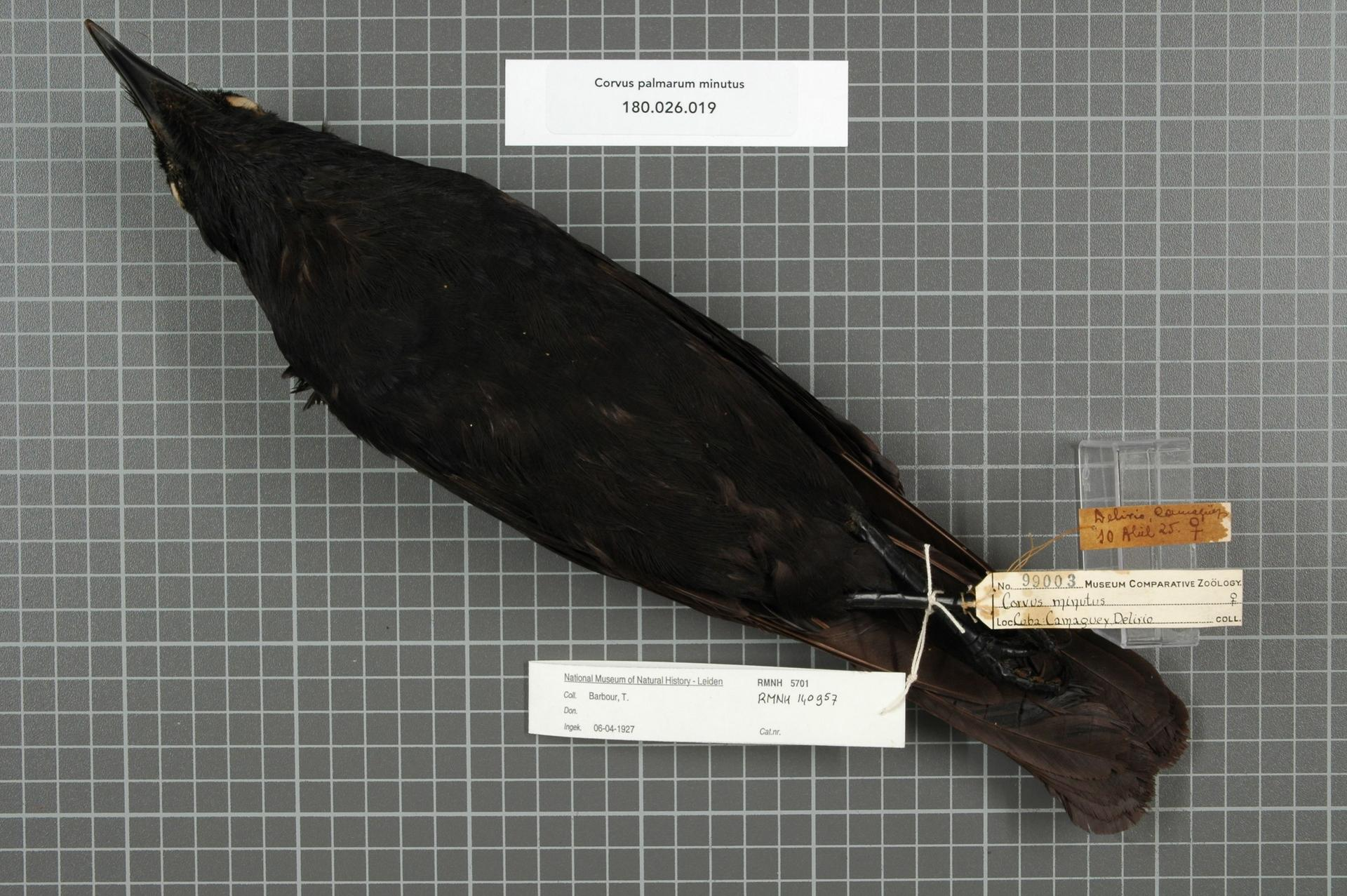
Veduta ventrale di esemplare impagliato.

Si tratta di uccelli dall'aspetto robusto e slanciato, muniti di testa squadrata, becco piuttosto corto se paragonato alle altre specie di corvo, massiccio, conico e lievemente ricurvo verso il basso, collo robusto, ali larghe e digitate, zampe lunghe e forti e coda piuttosto lunga e dall'estremità squadrata.
Il piumaggio si presenta interamente nero e lucido, con presenza di riflessi metallici su testa e corpo.

I due sessi sono del tutto simili fra loro nella colorazione.
Il becco e le zampe sono di colore nero: gli occhi sono invece di colore bruno scuro.

## Biologia
La cornacchia delle palme di Cuba è un uccello diurno e sociale, che vive in stormi piuttosto fluidi, i quali durante il giorno si separano in singole unità, coppie o gruppi di meno di una decina di individui che trascorrono la maggior parte della giornata alla ricerca di cibo al suolo o fra i rami di alberi e cespugli, riunendosi poi sul far della sera fra i rami degli alberi per dericarsi alla socializzazione e per passare la notte al riparo dalle intemperie e da eventuali predatori.
Il richiamo di questi uccelli è un cao nasale e gracchiante (al quale la specie deve il proprio nome comune locale), simile a quello dell'affine cornacchia delle palme di Hispaniola, rispetto al quale risulta meno vibrante.

### Alimentazione
Si tratta di uccelli onnivori, che si nutrono un po' di qualsiasi cosa commestibile riescano a trovare durante la ricerca del cibo, sia di origine animale (principalmente insetti e larve, ma anche altri invertebrati, piccoli vertebrati e uova) che vegetale (semi, bacche, granaglie, frutta).

### Riproduzione
Si tratta di uccelli monogami, la cui stagione degli amori va da marzo a luglio: le coppie nidificano fra gli alberi, difendendo il territorio attorno al nido (sebbene più nidi tendano comunque ad essere raggruppati su alberi vicini, a formare piccole coloni), e collaborano in tutte le fasi dell'evento riproduttivo, dalla costruzione del nido (a forma di coppa, piuttosto voluminoso, costruito con rametti intrecciati e foderato internamente di fibre vegetali e materiale soffice) alla cova (che viene materialmente svolta dalla sola femmina, frattanto nutrita e protetta dal maschio) e all'allevamento della prole.

## Distribuzione e habitat
Come intuibile dal nome comune, la cornacchia delle palme di Cuba è endemica di Cuba: un tempo diffusa in tutto il centro ed il nord-ovest dell'isola, attualmente la specie è confinata alla provincia di Camagüey.
L'habitat di questi uccelli è rappresentato dalle pinete collinari e montane.

## Tassonomia
In passato, la cornacchia delle palme di Cuba veniva considerata una sottospecie della cornacchia delle palme, col nome di C. palmarum minutus: mentre alcuni autori continuano a ritenere corretta tale classificazione, in genere si ritiene più accurato separare le due popolazioni (che invero presentano solo lievi differenze a livello genetico, morfologico e vocale) trattandole come specie monotipiche a sé stanti, sorelle del corvo pescatore.